# Castello di Burgajet
Il castello di Burgajet (albanese: Kalaja e Burgajetit) era una grande casa fortificata, situata a Burgajet nella contea di Dibër in Albania. Noto per essere il luogo di nascita, e residenza della famiglia del re Zog I di Albania e di Xhemal Pasha Zogu.

## Storia

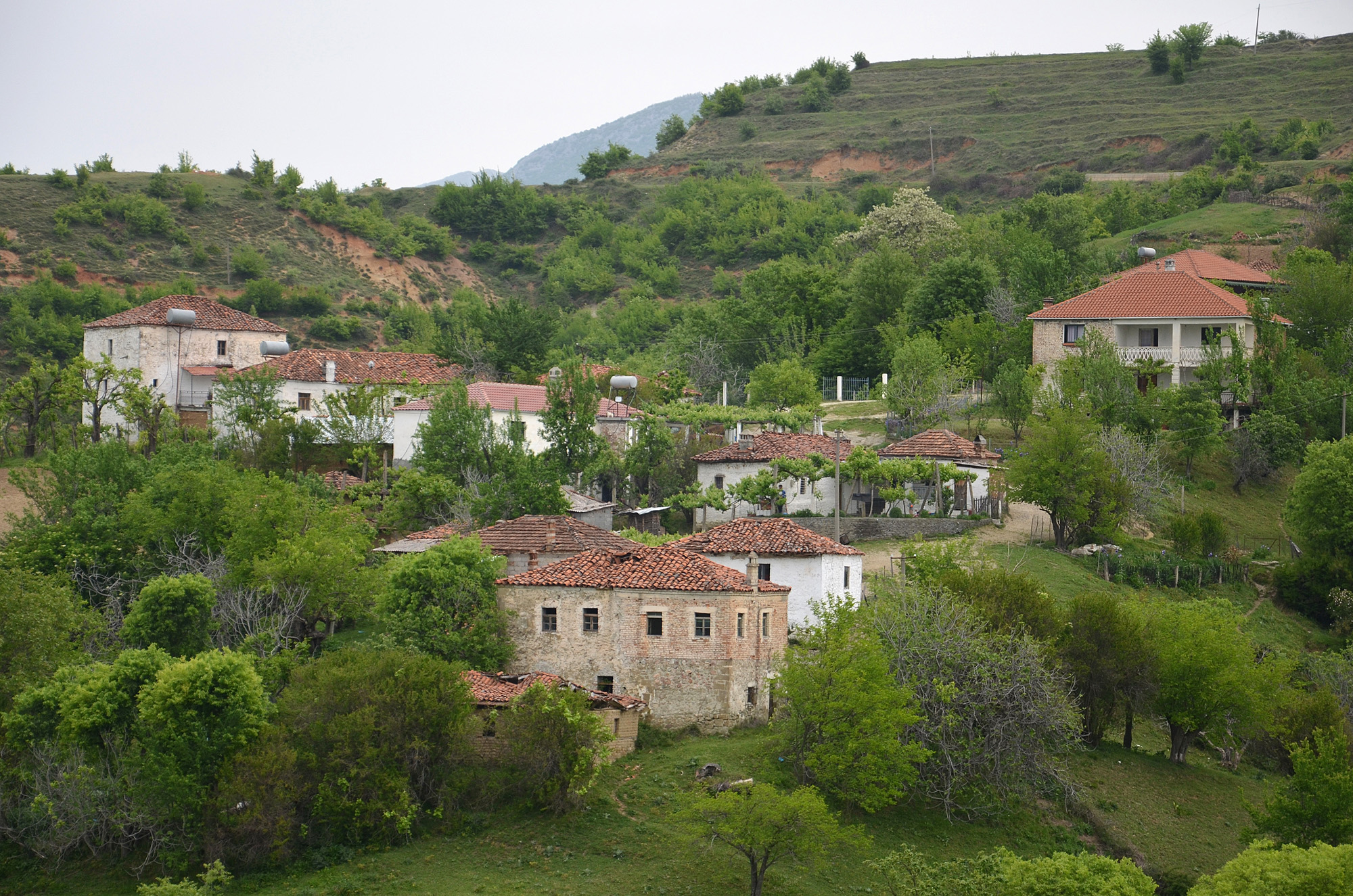
Veduta del villaggio di Burgajet

Fu costruito prima del 1860 e lo storico Jason Tomes lo ha descritto così:
(Jason Tomes, King Zog: Self-Made Monarch of Albania)
Nel 1912 il castello, a seguito di un incendio, fu notevolmente danneggiato e fu restaurato.
Nel 1920 il saccheggio e le fiamme causate da parte dell'esercito jugoslavo fu un fattore che portò alla rovina il castello di Burgajet.
Le rovine furono oggetto di una serie di francobolli apparsa nel 1930.
Il castello fu demolito nel 1945 per volere di Enver Hoxha. Attualmente nella zona è presente un piccolo villaggio.